# Bio-MEMS
Bio-MEMS este o abreviere pentru sistemele microelectromecanice biomedicale (sau biologice). Bio-MEMS se suprapun în mare măsură și sunt uneori considerate sinonime cu lab-on-a-chip (LOC) și cu microsistemele de analiză totală (μTAS). Bio-MEMS se concentrează de obicei mai mult pe piesele mecanice și pe tehnologiile de microfabricare adaptate pentru aplicații biologice. Pe de altă parte, lab-on-a-chip se referă la miniaturizarea și integrarea proceselor și experimentelor de laborator în cipuri unice (adesea microfluidice). În această definiție, dispozitivele lab-on-a-chip nu au strict aplicații biologice, deși majoritatea au sau sunt susceptibile de a fi adaptate în scopuri biologice. În mod similar, este posibil ca sistemele de analiză micrototală să nu aibă în vedere aplicații biologice și sunt de obicei dedicate analizei chimice. O definiție largă pentru bio-MEMS poate fi utilizată pentru a se referi la știința și tehnologia de operare la scară microscopică pentru aplicații biologice și biomedicale, care pot include sau nu funcții electronice sau mecanice. Natura interdisciplinară a bio-MEMS combină științele materialelor, științele clinice, medicina, chirurgia, ingineria electrică, ingineria mecanică, ingineria optică, ingineria chimică și ingineria biomedicală. Unele dintre aplicațiile sale majore includ genomica, proteomica, diagnosticul molecular, diagnosticul la locul de îngrijire, ingineria țesuturilor, analiza celulelor unice și microdispozitivele implantabile.

## Istoric
În 1967, S. B. Carter a raportat utilizarea insulelor de paladiu evaporate în umbră pentru fixarea celulelor. După acest prim studiu bio-MEMS, dezvoltarea ulterioară în acest domeniu a fost lentă timp de aproximativ 20 de ani. În 1985, Unipath Inc. a comercializat ClearBlue, un test de sarcină utilizat și astăzi, care poate fi considerat primul dispozitiv microfluidic care conține hârtie și primul produs microfluidic introdus pe piață. În 1990, Andreas Manz și H. Michael Widmer de la Ciba-Geigy (în prezent Novartis), Elveția, au inventat pentru prima dată termenul de microsistem de analiză totală (μTAS) în lucrarea lor de referință în care propuneau utilizarea sistemelor miniaturizate de analiză chimică totală pentru detectarea substanțelor chimice. În spatele conceptului de μTAS au existat trei factori motivaționali majori. În primul rând, descoperirea de medicamente în ultimele decenii care au dus până în anii 1990 a fost limitată din cauza timpului și a costurilor de efectuare a numeroase analize cromatografice în paralel pe echipamente macroscopice. În al doilea rând, Proiectul Genomului uman (HGP), care a început în octombrie 1990, a creat o cerere de îmbunătățire a capacității de secvențiere a ADN-ului. Electroforeza capilară a devenit astfel un punct de interes pentru separarea chimică și a ADN-ului. În al treilea rând, DARPA din cadrul Departamentului american al Apărării a sprijinit o serie de programe de cercetare în domeniul microfluidelor în anii 1990, după ce a realizat că era necesar să dezvolte microsisteme care să poată fi utilizate pe teren pentru detectarea agenților chimici și biologici care reprezentau potențiale amenințări militare și teroriste. Cercetătorii au început să utilizeze echipamente fotolitografice pentru microfabricarea sistemelor microelectromecanice (MEMS) moștenite de la industria microelectronică. La acea vreme, aplicarea MEMS la biologie era limitată, deoarece această tehnologie era optimizată pentru plăcile de siliciu sau de sticlă și folosea fotorezistenți pe bază de solvenți care nu erau compatibili cu materialul biologic. În 1993, George M. Whitesides, un chimist de la Harvard, a introdus microfabricarea ieftină pe bază de PDMS, iar acest lucru a revoluționat domeniul bio-MEMS. De atunci, domeniul bio-MEMS a explodat. Printre realizările tehnice majore selectate în timpul dezvoltării bio-MEMS din anii 1990 se numără:
- În 1991, a fost dezvoltat primul cip de oligonucleotide.
- În 1998, au fost dezvoltate primele microace solide pentru administrarea de medicamente
- În 1998, a fost dezvoltat primul cip de reacție în lanț a polimerazei în flux continuu.
- În 1999, prima demonstrație a fluxurilor laminare eterogene pentru tratarea selectivă a celulelor în microcanale.

În prezent, hidrogelurile, cum ar fi agaroza, fotorezistenții biocompatibili și autoasamblarea reprezintă domenii cheie de cercetare în îmbunătățirea bio-MEMS ca înlocuitori sau completări ale PDMS.

## Abordări

### Materiale

#### Siliciu și sticlă
Tehnicile convenționale de microlucrare, cum ar fi gravura umedă, gravura uscată, gravura ionică reactivă profundă, pulverizarea, lipirea anodică și lipirea prin fuziune au fost utilizate în bio-MEMS pentru a realiza canale de curgere, senzori de curgere, detectori chimici, capilare de separare, mixere, filtre, pompe și supape. Cu toate acestea, utilizarea dispozitivelor pe bază de siliciu în aplicațiile biomedicale prezintă unele dezavantaje, cum ar fi costul ridicat și bioincompatibilitatea acestora. Din cauza faptului că sunt de unică folosință, sunt mai mari decât omologii lor MEMS și necesită instalații pentru camere curate, costurile ridicate ale materialelor și ale prelucrării fac ca bio-MEMS pe bază de siliciu să fie mai puțin atractive din punct de vedere economic. In vivo, bio-MEMS pe bază de siliciu pot fi ușor de funcționalizat pentru a minimiza adsorbția proteinelor, dar fragilitatea siliciului rămâne o problemă majoră.

### Materiale plastice și polimeri =
Utilizarea materialelor plastice și a polimerilor în bio-MEMS este atractivă deoarece acestea pot fi fabricate cu ușurință, sunt compatibile cu metodele de microprelucrare și de prototipare rapidă și au un cost redus. Mulți polimeri sunt, de asemenea, transparenți din punct de vedere optic și pot fi integrați în sisteme care utilizează tehnici de detecție optică, cum ar fi fluorescența, absorbția UV/Vis sau metoda Raman. În plus, mulți polimeri sunt compatibili din punct de vedere biologic, inerți din punct de vedere chimic față de solvenți și izolanți din punct de vedere electric pentru aplicații în care sunt necesare câmpuri electrice puternice, cum ar fi separarea electroforetică. Chimia de suprafață a polimerilor poate fi, de asemenea, modificată pentru aplicații specifice. În mod specific, suprafața PDMS-urilor poate fi iradiată cu ioni cu elemente precum magneziu, tantal și fier pentru a reduce hidrofobicitatea suprafeței, permițând o mai bună aderență celulară în aplicațiile in vivo. Cei mai comuni polimeri utilizați în bio-MEMS includ PMMA, PDMS, OSTEmer și SU-8.

#### Materiale biologice
- A) Micropunerea fibronectinei pe suprafața de sticlă PNIPAM.
- B) & C) Fibroblastele individuale sunt constrânse spațial la geometria micropatternului de fibronectină.
- Manipularea și modelarea la scară microscopică a materialelor biologice, cum ar fi proteinele, celulele și țesuturile, au fost utilizate în dezvoltarea de rețele de celule, microrețele, inginerie tisulară bazată pe microfabricare și organe artificiale. * Micropatrularea biologică poate fi utilizată pentru analiza de mare capacitate a unei singure celule, pentru controlul precis al micro-mediului celular, precum și pentru integrarea controlată a celulelor în arhitecturi multicelulare adecvate pentru a recapitula condițiile in vivo. Fotolitografia, imprimarea prin microcontact, livrarea microfluidică selectivă și monostraturile autoasamblate sunt câteva dintre metodele utilizate pentru modelarea moleculelor biologice pe suprafețe. Micropatrularea celulelor se poate realiza utilizând modelarea prin microcontact a proteinelor din matricea extracelulară, electroforeza celulară, rețelele de pensete optice, dielectroforeza și suprafețele active din punct de vedere electrochimic.

#### Hârtie
Microfluidica pe hârtie (denumită uneori "laborator pe hârtie") reprezintă utilizarea substraturilor de hârtie în microfabricare pentru a manipula fluxul de fluide pentru diferite aplicații. Microfluidica pe hârtie a fost aplicată în electroforeza pe hârtie și în imunoanalize, cel mai notabil fiind testul de sarcină comercializat, ClearBlue. Avantajele utilizării hârtiei pentru microfluidică și electroforeză în bio-MEMS includ costul redus, biodegradabilitatea și acțiunea naturală de absorbție. Un dezavantaj grav al microfluidelor pe bază de hârtie este dependența ratei de absorbție de condițiile de mediu, cum ar fi temperatura și umiditatea relativă. Dispozitivele analitice pe bază de hârtie sunt deosebit de atractive pentru diagnosticele la punctul de îngrijire în țările în curs de dezvoltare, atât pentru costul redus al materialelor, cât și pentru accentul pus pe testele colorimetrice care permit cadrelor medicale să interpreteze cu ușurință rezultatele cu ajutorul ochiului. În comparație cu canalele microfluidice tradiționale, microcanalele din hârtie sunt accesibile pentru introducerea probelor (în special a probelor de tip medico-legal, cum ar fi fluidele corporale și solul), precum și datorită proprietăților sale naturale de filtrare care exclud resturile celulare, murdăria și alte impurități din probe. Replicile pe bază de hârtie au demonstrat aceeași eficacitate în efectuarea operațiunilor microfluidice comune, cum ar fi focalizarea hidrodinamică, extracția moleculară bazată pe dimensiuni, microamestecul și diluția; microplăcile comune cu 96 și 384 de godeuri pentru manipularea și analiza automată a lichidelor au fost reproduse prin fotolitografie pe hârtie pentru a obține un profil mai subțire și un cost mai mic al materialelor, menținând în același timp compatibilitatea cu cititoarele de microplăci convenționale. Printre tehnicile de microprocesare a hârtiei se numără fotolitografia, tăierea cu laser, imprimarea cu jet de cerneală, tratamentul cu plasmă și modelarea cu ceară.